# Moraria pectinata
Moraria pectinata is een eenoogkreeftjessoort uit de familie van de Canthocamptidae. De wetenschappelijke naam van de soort is voor het eerst geldig gepubliceerd in 1928 door Thiébaud & Pelosse.